# Simeria
Simeria – miasto w Rumunii, w okręgu Hunedoara, w Siedmiogrodzie. Liczy 15 600 mieszkańców (2006).